# Tegeocranellus mississippii
Tegeocranellus mississippii är en kvalsterart som beskrevs av Valerie M. Behan-Pelletier 1997. Tegeocranellus mississippii ingår i släktet Tegeocranellus och familjen Tegeocranellidae. Inga underarter finns listade i Catalogue of Life.